# Sexualhormon-bindendes Globulin
Sexualhormon-bindendes Globulin (SHBG) ist ein spezifisches Transportprotein für Sexualhormone, insbesondere Testosteron und Estradiol. Diese Hormone binden im Blut der Wirbeltiere an SHBG, und in geringerem Maße an Albumin. Nur ein geringer Prozentsatz ist ungebunden. Nur dieser ungebundene Anteil kann in den Zielorganen aktiv werden, SHBG hat einen hemmenden Einfluss auf deren Wirkung und ist Libido-senkend.
SHBG wird von Leberzellen produziert und in den Blutkreislauf freigegeben. Außerdem wird es auch von Gehirn, Uterus, Plazenta und der Vagina produziert. Von den Hoden produziertes SHBG wird auch als Androgen-bindendes Protein bezeichnet. Die Abfolge der Aminosäuren ist dieselbe, es unterscheidet sich nur in einigen funktionellen Zuckergruppen. Das Gen für SHBG befindet sich auf Chromosom 17.
Die Konzentration von SHBG im Blut wird von verschiedenen stimulierenden und hemmenden Faktoren gesteuert. Insulin und Insulin-like growth factor scheinen senkend zu wirken, ebenso wie hohe Konzentrationen von Androgen, während hohe Estrogen- und Thyroxinkonzentrationen erhöhend wirken. Neuere Studien legen hingegen nahe, dass die Genexpression von der Fettproduktion der Leberzellen gehemmt wird, was eine Verringerung der Konzentration im Blut zur Folge hat.
Chronisch niedrig ist die SHBG-Konzentration bei polyzystischem Ovarialsyndrom, Diabetes mellitus und Schilddrüsenunterfunktion. Erhöhte Konzentrationen findet man während der Schwangerschaft, bei Schilddrüsenüberfunktion und Anorexia nervosa.
Im Labor kann die gleichzeitige Bestimmung von SHBG und Testosteron bzw. Estradiol Aufschluss über die Konzentration des freien, biologisch aktiven Sexualhormons geben.